# Gomila u Ćelića gaju
Gomila u Ćelića gaju nalazise u selu Poljicima, općina Podbablje.

## Opis
Nastala je oko 2000. pr. Kr. Prapovijesna gomila nalazi se oko sto metara zapadno od puta koji spaja Poljica i zaseok Lepende odnosno sjeverno od zaseoka Ćelići u tzv, Ćelića gaju. Radi se o prapovijesnom tumulu (gomili) promjera oko dvanaest metara te visine oko jedan metar. Preko gomile je po cijeloj dužini izgrađen kameni suhozid visine oko jedan metar koji ju dijeli na dva dijela. Na površini gomile vidljivi su grobovi vjerojatno iz kasnosrednjovjekovnog razdoblja. Iako nisu provođena nikakva arheološka istraživanja, s obzirom na materijal pronađen na površini i u blizini tumula, ovu važnu i bogatu nekropolu moguće je datirati u brončano i željezno doba. Naime, u neposrednoj blizini tumula, nalazi se nekoliko brončanodobnih gradina: Kosmotovica, Brkića gradina koje čine jedinstvenu fortifikacijsku cjelinu ovog područja, a sam tumul je u uskoj vezi sa životom na ovim gradinama.

## Zaštita
Pod oznakom Z-xxxx zavedena je kao nepokretno kulturno dobro - pojedinačno / arheologija, pravna statusa preventivno zaštićena kulturnog dobra, klasificirano kao "kopnena arheološka zona/nalazište".